# Un soldado del evangelio

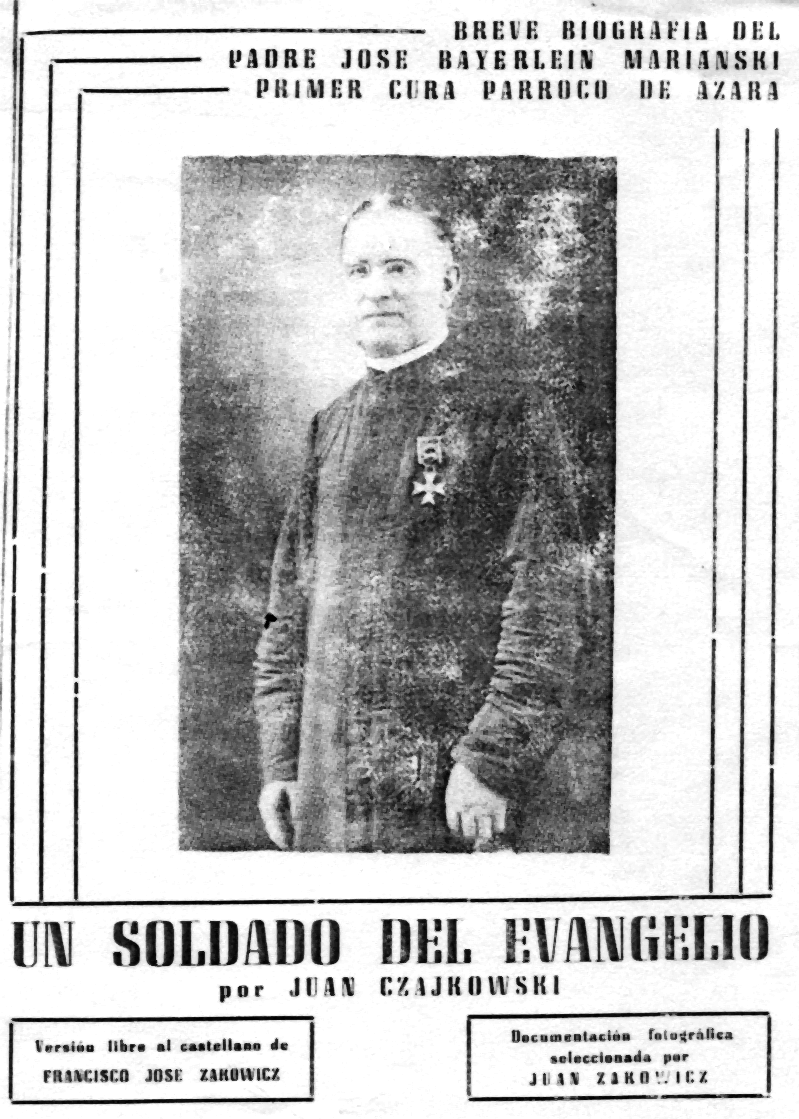
Portada de la primera edición del libro: Un soldado del evangelio de Juan Czajkowski.

Un soldado del Evangelio es un libro escrito en polaco por Juan Czajkowski, que fue traducido al castellano por Francisco José Zarowicz. 
No hay registro de cuándo se escribió, pero sí de que la primera edición, realizada por su hijo Dionisio (Dino), se hizo el 13 de marzo de 1971 en la Imprenta Dino, sita en la Avenida Mitre 127, ciudad de Posadas, Provincia de Misiones, Argentina.
El legado de Juan Czajkowski y de su libro pretendía ser el origen de un Museo y Biblioteca de las Inmigraciones en Misiones.
Lamentablemente esto no pudo ser ya que, por una parte, los inmigrantes polacos en Misiones, no pudieron o no supieron  cuidar su legado y, por otra, los hijos que le sobrevivieron no supieron valorar el legado de su padre y el valioso patrimonio cultural que les dejaba.
El archivo y biblioteca de Juan Czajkowski fue donado por el difunto hijo Dionisio en 1984, y todo ese patrimonio que relataba la historia y cultura de Misiones desde la óptica de los inmigrantes polacos en la actualidad tiene «paradero desconocido». En un libro un autor menciona que fue testigo de un documento por el cual todo el patrimonio se donaba a la congregación de los Misioneros del Verbo Divino, aunque no es un hecho confirmado y se desconoce dicha Acta de donación.
De cualquier forma y ante la pérdida irremediable de la memoria de los Pioneros polacos del Río de La Plata, es conveniente facilitar el acceso al texto completo de Un Soldado del Evangelio, subtitulado Breve biografía del Padre José Bayerlein Marianski. Primer cura párroco de Azara.

## Contenido
A lo largo de 78 páginas se relata, por una parte, una biografía del Padre Marianski y, por otra, los primeros años de la fundación de una ciudad en el entonces Territorio de Misiones en los primeros años del siglo XX.
Muchos textos posteriores lo citan como referencia obligada sobre esos primeros tiempos de civilizar la selva misionera, construir una ciudad, caminos, puentes, y todo otro equipamiento e infraestructura. Relata en un tono fresco el cotidiano y las fiestas patronales.

## Secciones
- Introducción
- Datos biográficos (pág. 9)
- Azara (pág. 12)
- Benefactores (pág 14)
- Sus obras (pág 15)
- La iglesia (pág 17)
- La escuela y el asilo (pág 19)
- Fundación de capillas (pág 21)
- Vocaciones religiosas (pág 22)
- Periodismo - Oredownik (pág 23)
- Club Social - Juan Sobieski (pág 25)
- Actividades de bien público y comunales (pág 26)
- Banda de música (pág 28)
- Las Fiestas en Azara
  - Navidad (pág 28)
  - La Semana Santa (pág 30)
  - Año nuevo (pág 31)
  - Loa domingos (pág 31)
  - Últimos años (pág 32)